# Estación de Pamplona
Estación de Pamplona/Iruña vasútállomás Spanyolországban, Pamplona/Iruña településen.

## Vasútvonalak
Az állomást az alábbi vasútvonalak érintik:
- Castejón de Ebro–Alsasua-vasútvonal

## Kapcsolódó állomások
A vasútállomáshoz az alábbi állomások vannak a legközelebb: